# Качемак-Бей (парк штата)
Качемак-Бей (англ. Kachemak Bay State Park) — национальный парк залива Качемак площадью 1600 км2 на Аляске.
Слово Качемак переводится с алеутского языка как «дымный залив».
Качемак-Бей стал первым официальным парком в системе национальных парков Аляски и является единственным заповедным парком. Так как в большинстве районов парка нет доступа к дороге, посетители используют самолёт или отправляются от Хомера на лодках.
Залив Качемак считается заповедной зоной биоразнообразия, обитания многочисленных животных. Морские представители: каланы, морские львы, киты; крупные млекопитающие: лоси и барибалы, птицы.
Ландшафт представляет собой скалистые и песчаные пляжи, лесистые горы, ледники и ледниковые поля. Из-за суровых условий и непредсказуемой прибрежной погоды для парка характерны внезапные перемены погоды в любое время года — ветер, дождь, метель, особенно в горах.
Парк преимущественно дикий, но имеются места отдыха.

В конце 1990-х годов район залива Качемак был заражён короедами, отчего тысячи погибших деревьев всё ещё лежат парке. Пожар в 2009 году уничтожил участки погибших, но не упавших елей.

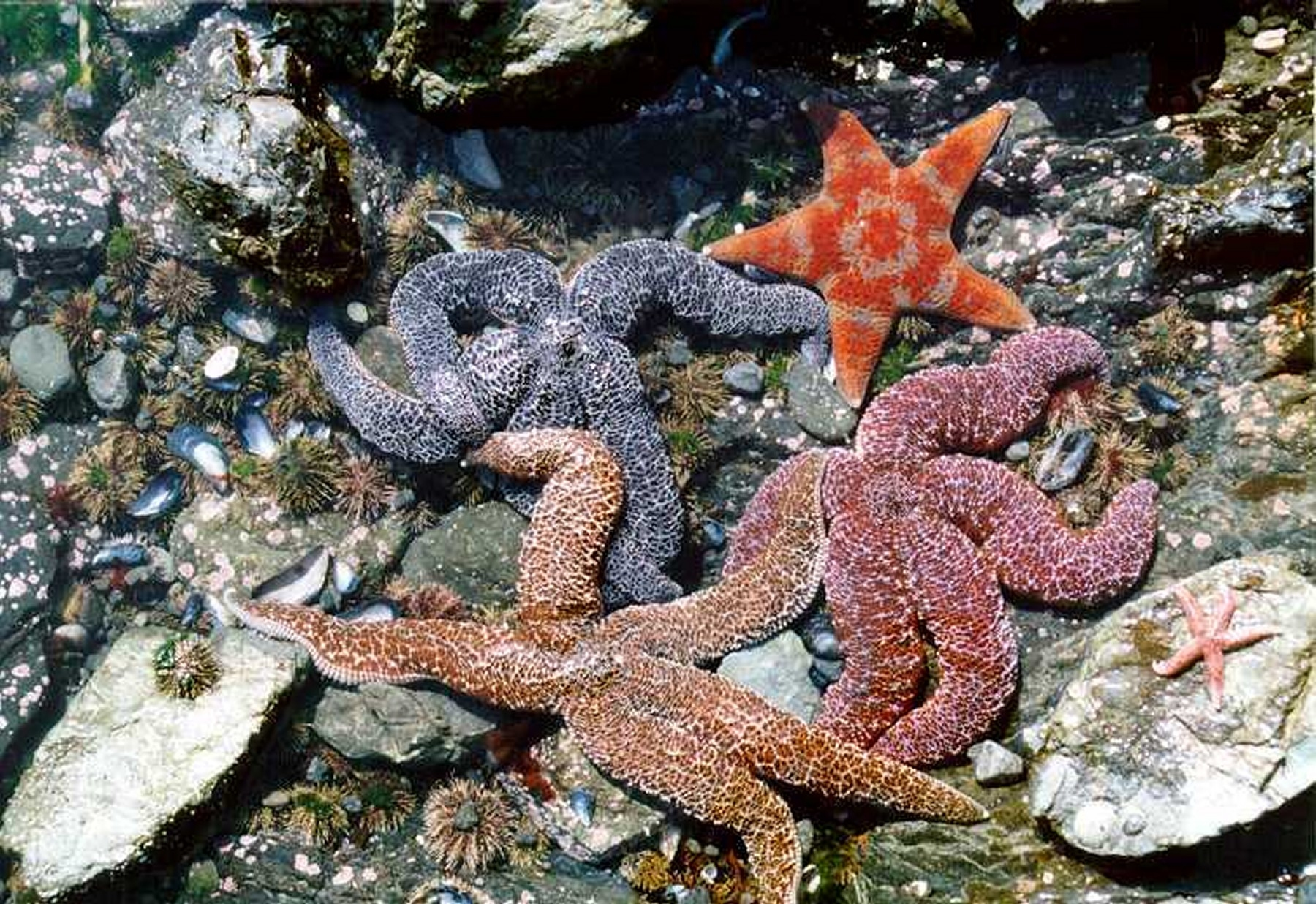
Морские звёзды в заливе Качемак
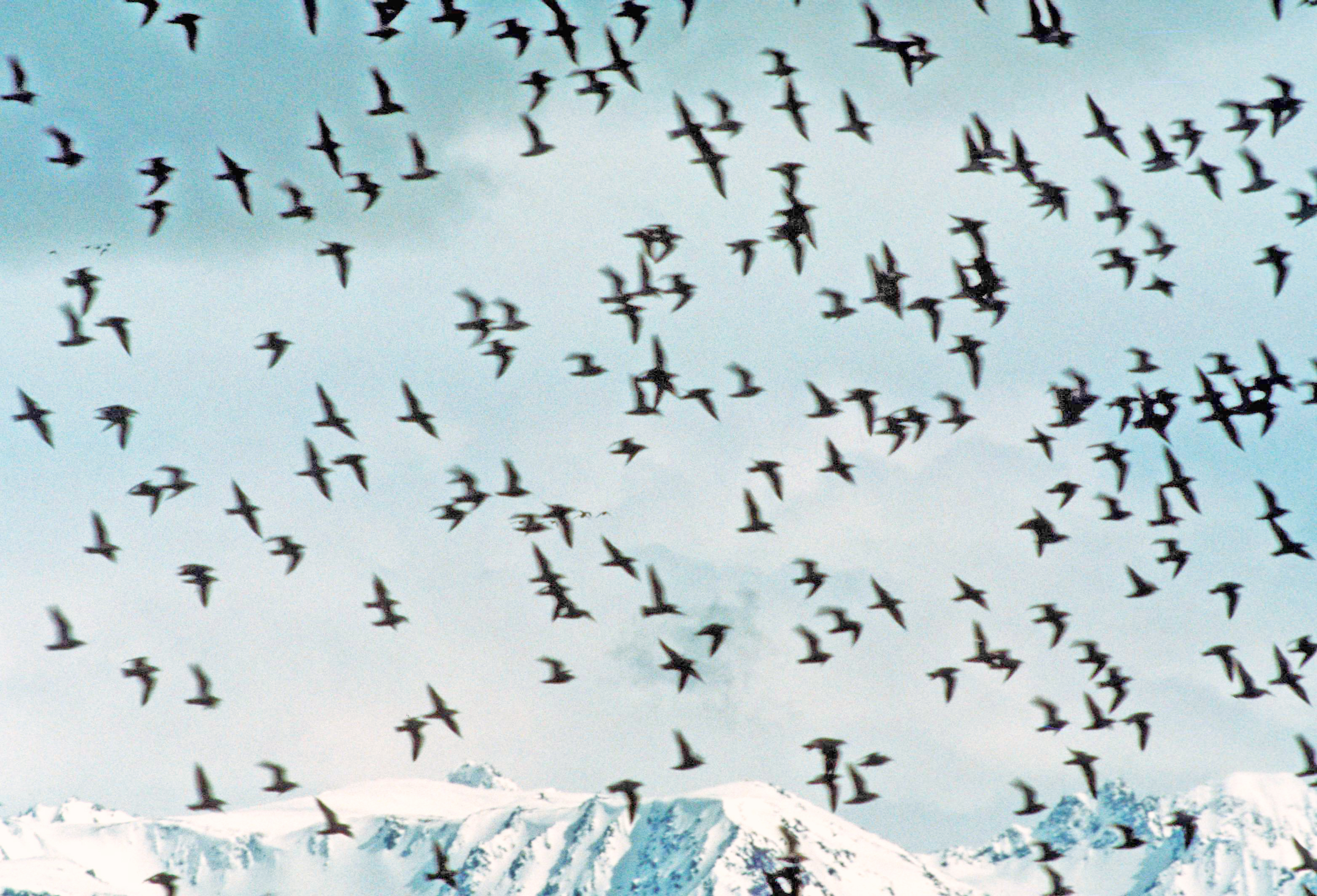
Кулики
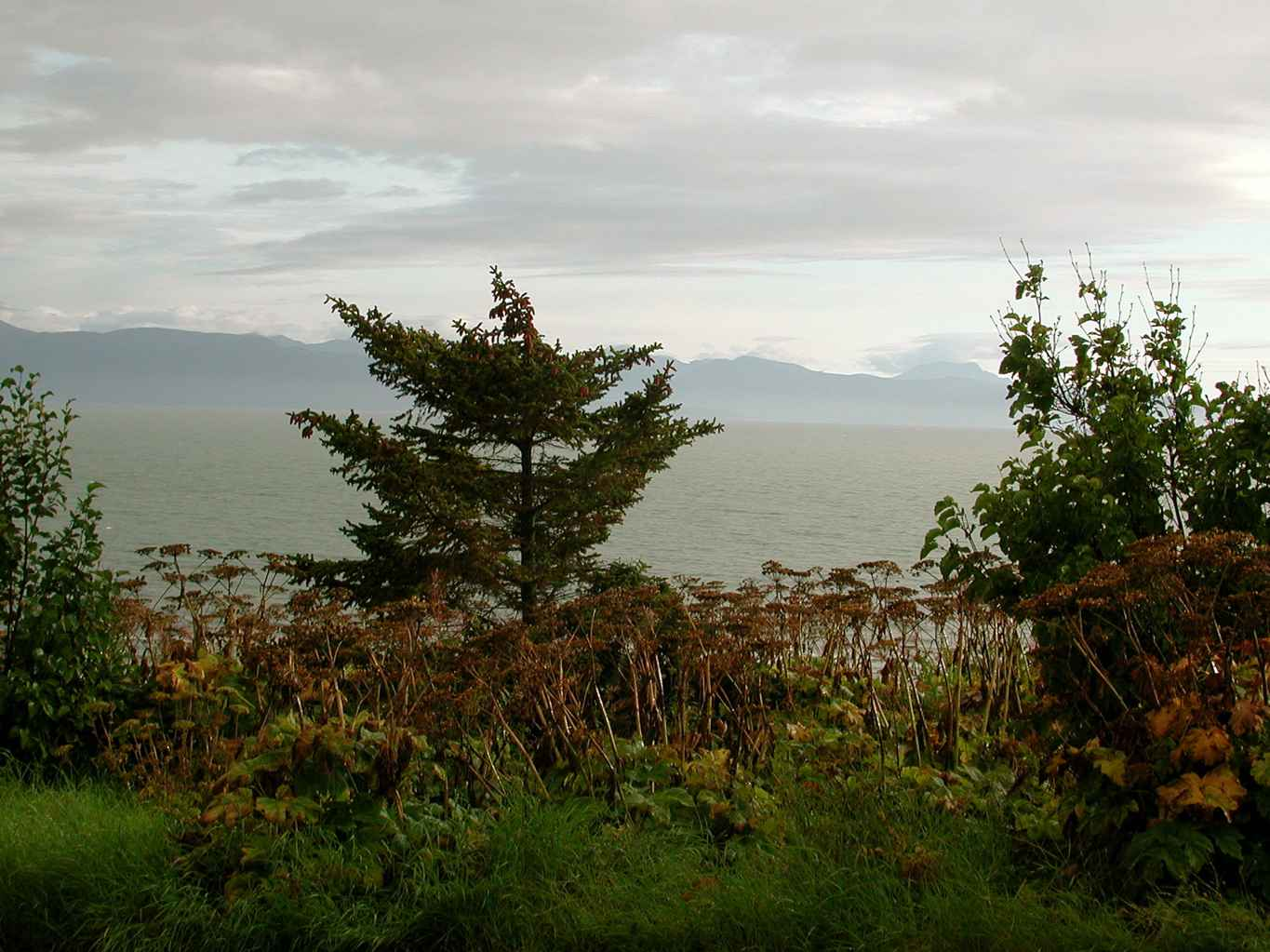
Вид на залив Качемак
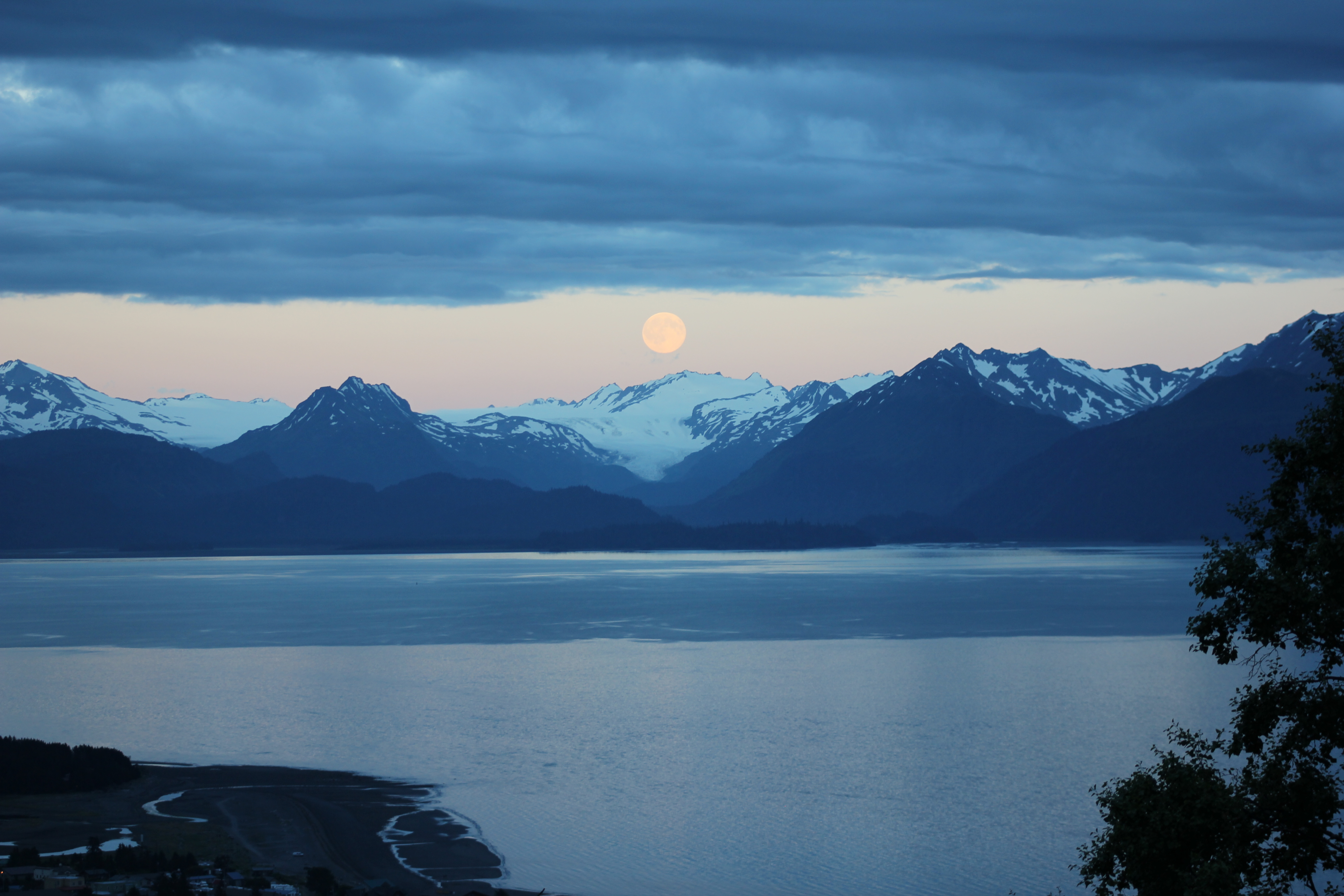
Полная луна над заливом
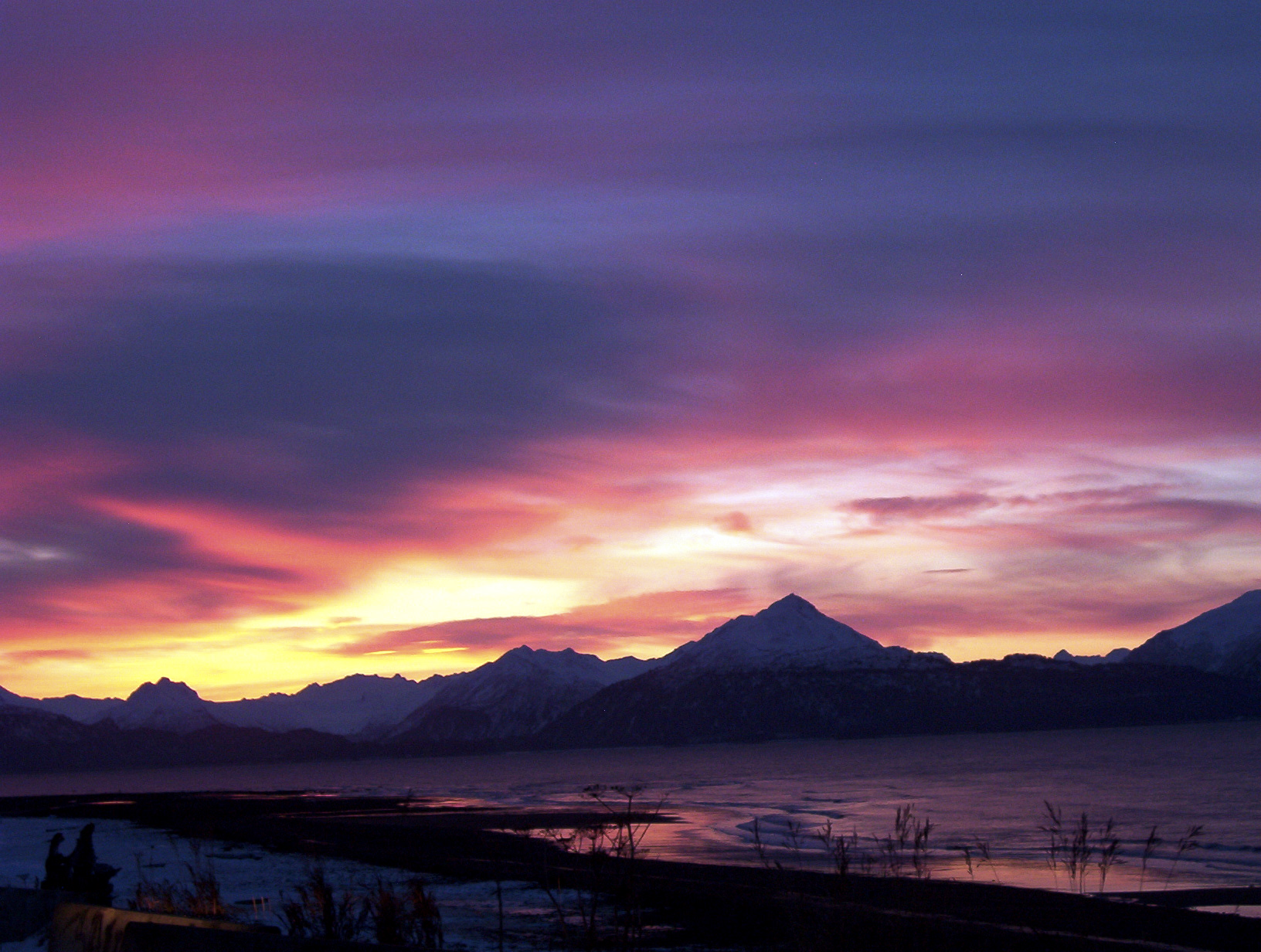
Рассвет над заливом